# Erik Počanski
Erik Rumenov Počanski (in bulgaro Ерик Руменов Почански?; 5 aprile 1992) è un calciatore bulgaro, centrocampista dello Svilengrad.

## Carriera
Ha giocato nella prima divisione bulgara.